# 맷 홀링즈워스
맷 홀링즈워스(영어: Matt Hollingsworth, 1968년 12월 17일 ~ )는 미국의 만화 채색 화가이다. DC 코믹스와 마블 코믹스에서 《캣우먼》, 《데어데블》, 《호크아이》 등의 작품에서 채색을 담당했다.